# Giraffe (Film)
Giraffe ist ein Filmdrama von Anna Sofie Hartmann. Die deutsch-dänische Koproduktion feierte im August 2019 im Rahmen des Locarno Film Festivals ihre Premiere und kam am 6. August 2020 in die deutschen Kinos.

## Handlung
Die junge Ethnologin Dara kehrt aus Berlin in ihre Heimat zurück, eine ländliche Gemeinde auf der süddänischen Insel Lolland. Sie will dokumentieren, wie sich die Lebensweise der Einwohner verändert, jetzt wo dort ein Tunnel namens Fehmarn Belt Fixed Link gebaut wird, der Lolland mit Deutschland verbinden soll. Einige Menschen müssen nun ihre zum Abriss bestimmten Häuser verlassen, in denen ihre Familien über Generationen hinweg gelebt haben, so Birte und Leif, die den Gedanken nicht ertragen können, dass ihr Hof dem Asphalt weichen soll. 
Als Dara die Gegend erkundet, findet sie in einem bereits seit längerem verlassenen Haus Fotoalben und das Tagebuch einer Bibliothekarin namens Agnes Sørenson. Sie beginnt sich zu fragen, was diese Frau, die vor 15 Jahren solche persönlichen Gegenstände zurückließ, ohne Erklärung von der Insel verschwinden ließ. Weiter lernt Dara einen jungen Mann namens Lucek kennen, der Teil einer polnischen Crew ist, die Glasfaserkabel in der Gegend verlegt. Die meisten seiner Kollegen hatten den Traum gehabt, mit ihren Familien in Skandinavien leben zu können. Auch wenn Dara in Berlin einen Freund hat, ist sie von der Direktheit des 14 Jahre jüngeren Lucek angetan, aber auch von seinem Äußeren.

## Produktion
Es handelt sich um eine deutsch-dänische Koproduktion von Komplizen Film, Profile Pictures und dem Rundfunk Berlin-Brandenburg in Zusammenarbeit mit Danmarks Radio. Der Film erhielt vom Medienboard Berlin-Brandenburg eine Produktionsförderung in Höhe von 200.000 Euro.

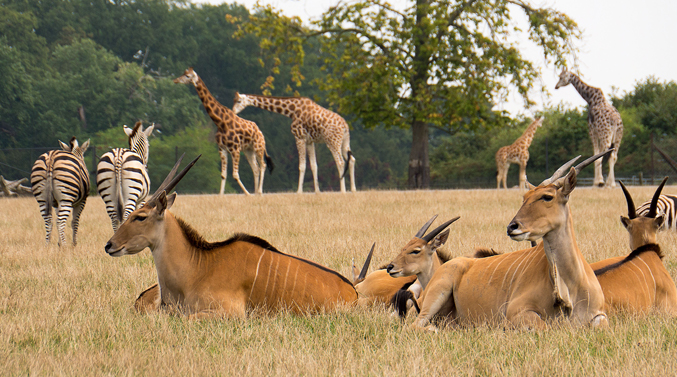
Die Dreharbeiten fanden unter anderem im Safaripark Knuthenborg auf der dänischen Insel Lolland statt

Die Regisseurin Anna Sofie Hartmann, die auch das Drehbuch schrieb, kombinierte in ihrem Film reale Elemente mit nicht realen. Die titelgebende Giraffe, in deren Augen die Eröffnungsszene des Films blickt, wurde aus ihrer afrikanischen Heimat weggeholt und nach Dänemark verpflanzt. Hartmann erklärt: „Es schien mir der perfekte Titel für meinen Film zu sein, denn dies ist eine Kreatur, die aus ihrem natürlichen Lebensraum entfernt wurde, gezwungen ist, ihre Heimat zu verlassen und in einem permanenten Zustand der Verwirrung zu leben.“ So gehe es in Giraffe auch den Inselbewohnern, die aufgefordert werden, ihre Häuser zu verlassen, um Platz für den Bau eines Tunnels zu machen, so David González in seiner Kritik im Online-Kinomagazin Cineuropa, was den Film zu einer Geschichte über Vertreibung, Lebensveränderungen und Erinnerung werden lasse. Der reale Bau des Fehmarnbelttunnels, der seit Jahren geplant ist, soll vermutlich 2020 beginnen.
Die norwegische Schauspielerin Lisa Loven Kongsli übernahm die Rolle von Dara. Der polnische Nachwuchsschauspieler Jakub Gierszał spielt Lucek. Maren Eggert ist in der Rolle der imaginären Fährfrau Käthe zu sehen.
Die Dreharbeiten fanden von 8. August bis 25. September 2018 auf der dänischen Insel Lolland, hier im Safaripark Knuthenborg, und in Berlin statt.
Die Weltpremiere erfolgte im August 2019 beim Locarno Film Festival. Im September 2019 erfolgte eine Vorstellung beim Festival Internacional de Cine de San Sebastián in der Sektion Zabaltegi-Tabakalera. Anfang Oktober 2019 wurde er beim Filmfest Hamburg gezeigt. Ende März, Anfang April 2020 soll er im Rahmen der Reihe New Directors / New Films, einem gemeinsamen Filmfestival des New Yorker Museum of Modern Art und der Film Society of Lincoln Center, vorgestellt werden. Der Kinostart in Deutschland erfolgte am 6. August 2020. Im September 2020 soll der Film beim Atlanta Film Festival vorgestellt werden.

## Rezeption

### Kritiken
David González schreibt in seinem Beitrag im Online-Kinomagazin Cineuropa, Giraffe erforsche die vergängliche Natur unserer Lebensumstände und lenke unsere Aufmerksamkeit auf die Löcher in unseren Ortserinnerungen. Der Film werfe die Frage auf, ob in dieser modernen Welt, in der sich unsere Verbindungen zu bestimmten Orten so einfach zu lösen scheinen, es die zwischenmenschlichen Beziehungen sind, die unser eigenes Leben zusammenhalten.
In der Kritik von epd Film heißt es, Anna Sofie Hartmann erzähle in Giraffe von den Dingen, die für immer verschwinden werden. Zugleich erweise sich dieses nüchterne Protokoll einer Affäre als konzise Analyse menschlicher Beziehungen in den Zeiten der vollständigen Ökonomisierung des Lebens.
Philipp Schwarz von Spiegel Online schreibt, Hartmanns Film zeige auch, was für ein zutiefst paradoxes Unterfangen es ist, wenn Dara ihrem Impuls des neugierigen Forschens folgt, und Momente der Leidenschaft untersuchen will, diese aber aus den Zusammenhängen des Alltagslebens herauslöst: „Man sondert die Dinge voneinander ab, um ihre inneren Beziehungen sichtbar werden zu lassen, man hält die Welt auf Abstand, um ihr gedanklich näherzukommen. Diese innere Instabilität wird besonders deutlich, als Dara in einem verlassenen Bauernhof auf die vielfältigen Spuren einer früheren Bewohnerin stößt. Dara vergräbt sich förmlich in den Tagebuchaufzeichnungen, Fotos und kleinen Habseligkeiten dieser Agnes Sørensen und versucht, anhand dieser Fülle von Zeugnissen zum lebendigen Kern einer fremden Existenz durchzudringen.“ Die Figuren wollten in Hartmanns Film durch methodische Betrachtung der Welt Kontakt zu der sie umgebenden Wirklichkeit aufbauen, so Schwarz, und doch versinken sie nur immer tiefer in den eigenen Gefühlen und Gedanken.

### Auszeichnungen
Festival Internacional de Cine de San Sebastián 2019
- Nominierung in der Sektion Zabaltegi-Tabakalera (Anna Sofie Hartmann)

Preis der deutschen Filmkritik 2021
- Auszeichnung als Bester Spielfilm (Anna Sofie Hartmann)
- Nominierung als Beste Darstellerin (Lisa Loven Kongsli)
- Nominierung für das Beste Drehbuch (Anna Sofie Hartmann)[13][14]

Viennale 2019
- Auszeichnung mit dem FIPRESCI-Preis[15]